# بيتا أزرق الخطوط
بيتا أزرق الخطوط (الاسم العلمي: Erythropitta arcuata) (بالإنجليزية: Blue-banded Pitta)‏ هي نوع من الطيور تتبع جنس البيتا الأحمر من فصيلة طيور البيتا. يتواجد هذذا النوع من الطيور في إندونيسيا وبروناي وماليزيا وهو متوطن في جزيرة بورنيو. الموائل الطبيعية هي الغابات والأراضي المنخفضة شبه الاستوائية أو المدارية الرطبة.